# Beziehungen zwischen der Slowakei und den Vereinigten Staaten

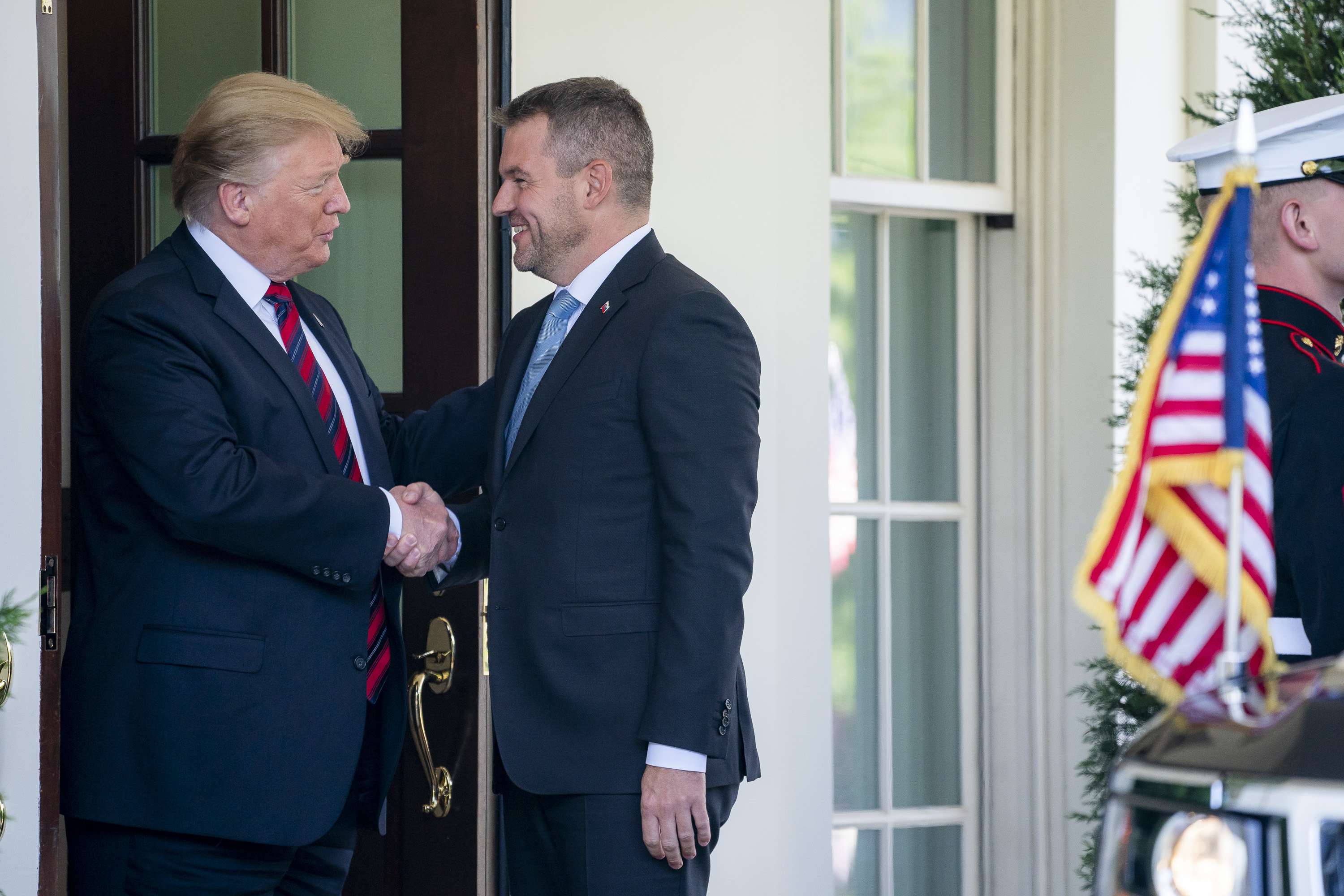
US-Präsident Donald Trump begrüßt den slowakischen Premierminister Peter Pellegrini im Weißen Haus (2019)

Die Beziehungen zwischen der Slowakei und den Vereinigten Staaten bezeichnen das zwischenstaatliche Verhältnis zwischen der Slowakei und den Vereinigten Staaten von Amerika (USA). Beide Staaten unterhalten freundschaftliche diplomatische, wirtschaftliche und militärische Kontakte. Die USA unterstützten die Slowakei nach 1993 beim Aufbau von Demokratie und Marktwirtschaft; seit 2004 sind die Vereinigten Staaten und die Slowakei als NATO-Partner eng verbündet.

## Geschichte
Historisch gehen die Beziehungen auf die Gründung der Tschechoslowakei 1918 zurück. US-Präsident Woodrow Wilson spielte eine bedeutende Rolle bei der Entstehung der Ersten Tschechoslowakischen Republik; dementsprechend pflegten die USA und die Tschechoslowakei zunächst enge Beziehungen. Im Zweiten Weltkrieg verbündete sich jedoch der 1939 proklamierte erste slowakische Staat (ein deutsches Satellitenregime unter Jozef Tiso) mit dem Dritten Reich und erklärte Ende 1941 Großbritannien und den USA den Krieg. Die Vereinigten Staaten erkannten die von Nazi-Deutschland erzwungene Abtrennung der Slowakei von der Tschechoslowakei nie an und unterstützten stattdessen die Exilregierung der Tschechoslowakei. Die Kontakte wurden nach dem Zweiten Weltkrieg durch den Kalten Krieg beeinträchtigt, da die Außenpolitik der Tschechoslowakei ab 1948 von der Sowjetunion dominiert wurde. Nach Kriegsende wurde die Slowakei wieder Teil der Tschechoslowakei; 1947 eröffneten die USA ein Generalkonsulat in Bratislava, das jedoch 1950 von der kommunistischen Regierung aufgrund von Spionageverdacht geschlossen wurde. Erst nach der Samtene Revolution 1989 kam es zu einer Normalisierung: Im Mai 1991 wurde das US-Generalkonsulat in Bratislava wiedereröffnet. Nach der friedlichen Auflösung der Tschechoslowakei erkannten die USA am 1. Januar 1993 die unabhängige Slowakische Republik offiziell an und das Konsulat in Bratislava wurde in eine vollwertige Botschaft umgewandelt.

## Militärbeziehungen
Militärisch arbeiten beide Länder eng zusammen. Die Slowakei ist seit März 2004 Mitglied der NATO und somit Verbündeter der USA. Slowakische Streitkräfte beteiligten sich an internationalen Einsätzen unter US-Führung, darunter der Krieg in Afghanistan (ab 2002) und die Besetzung des Irak im Rahmen der US-geführten Koalition der Willigen. Ab Juni 2003 entsandte die Slowakei eine Pioniereinheit mit 85 Soldaten in den Irak, die bis 2007 im Rahmen der Multinationalen Streitkräfte vor allem Minen räumte. Insgesamt leisteten slowakische Soldaten Stabilisierungseinsätze und Aufbauhilfe in beiden Ländern. Die USA unterstützen die Modernisierung der slowakischen Streitkräfte; gemeinsame Militärübungen und Ausbildung gehören zum bilateralen Verhältnis. Durch den Russisch-Ukrainischen Krieg haben die Militärbeziehungen ab 2014 an Relevanz für beide Seiten gewonnen. Im Jahr 2018 unterzeichnete die Slowakei ein US-Verteidigungspaket im Wert von 1,6 Milliarden US-Dollar für erhöhte Militärausgaben für die Lieferung von Fahrzeugen und Systemen aus den USA.

## Kulturbeziehungen
Die kulturellen Beziehungen sind geprägt von Bildungs- und Kulturaustausch. In den 1990er Jahren leistete das amerikanische Peace-Corps-Programm einen Beitrag in der Slowakei: Von 1990 bis 2002 waren insgesamt rund 350 US-Freiwillige in slowakischen Schulen, Behörden und Nationalparks im Einsatz.
Neben den Regierungsbeziehungen besteht eine bedeutende slowakischstämmige Gemeinschaft in den USA. Der erste Slowake kam bereits 1695 in Pennsylvania an. Eine Welle der slowakischen Einwanderung in die Vereinigten Staaten begann 1873 nach einer Choleraepidemie und Ernteausfällen. Bereits um 1920 lebten über 600.000 Slowaken in Amerika, und laut Volkszählung 1990 bekannten sich 1,88 Millionen US-Bürger zu slowakischer Herkunft. Durch Assimilation verringerte sich diese Zahl bis 2000 auf etwa 800.000 Personen. Diese Slowaken in den USA tragen zur Pflege des slowakischen Kulturerbes bei und bilden ein wichtiges kulturelles Bindeglied zwischen den Ländern.

## Wirtschaftsbeziehungen
Die wirtschaftlichen Beziehungen zwischen den USA und der Slowakei sind eng in den transatlantischen Handel eingebunden. 2022 betrug das bilaterale Handelsvolumen mit Waren etwa 7,2 Milliarden US-Dollar; davon entfielen 6,53 Mrd. $ auf slowakische Exporte (vor allem Automobile) in die USA und 0,69 Mrd. $ auf US-Exporte in die Slowakei. Die USA gehören damit zu den 15 wichtigsten Handelspartnern der Slowakei. Zahlreiche US-Unternehmen haben in der Slowakei investiert (z. B. betreibt US Steel seit 2000 das große Stahlwerk in Košice).

## Kulturbeziehungen
Die diplomatischen Vertretungen beider Staaten bestehen seit 1993. Die USA unterhalten eine Botschaft in Bratislava. Die Slowakei verfügt über eine Botschaft in Washington, D.C. sowie ein Generalkonsulat in New York City.

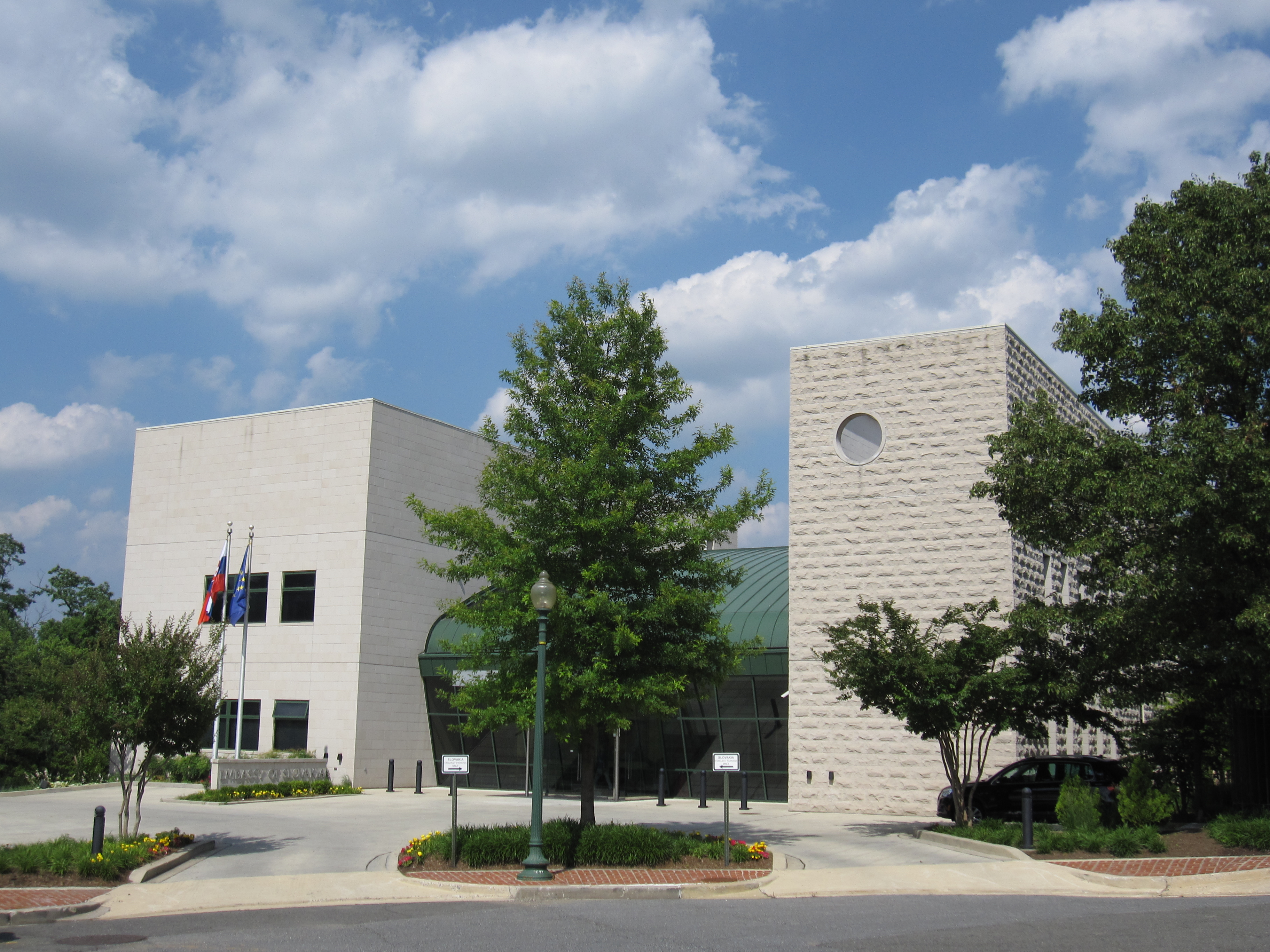
Slowakische Botschaft in Washington
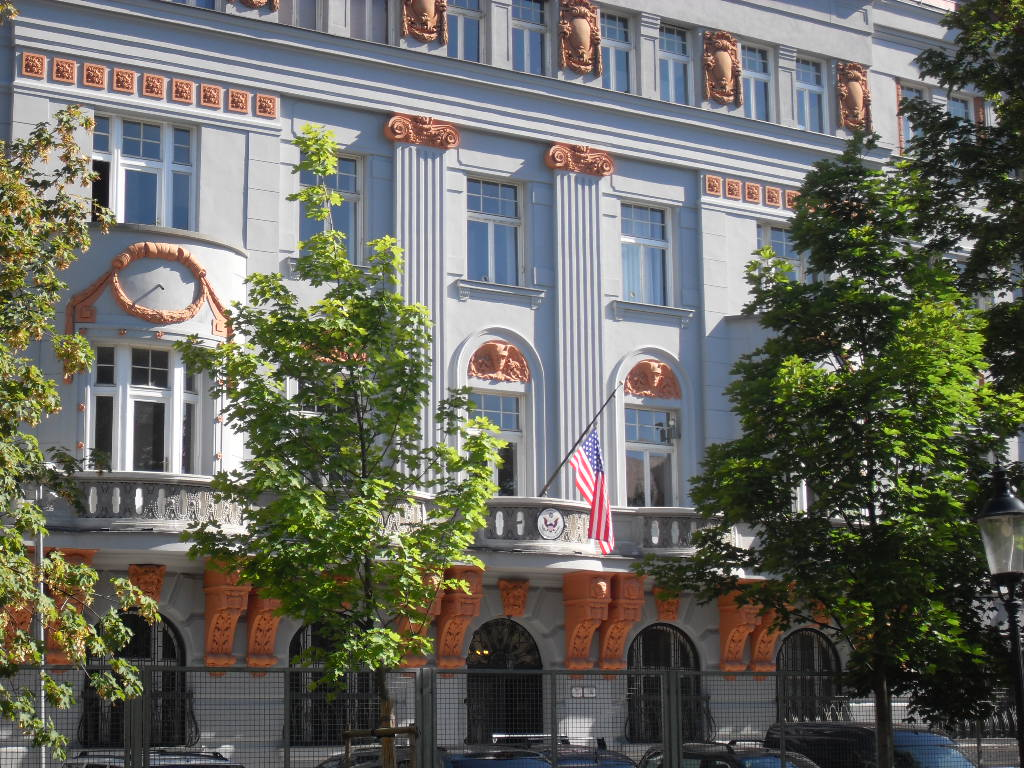
US-Botschaft in Bratislava